# Championnats du Qatar de cyclisme sur route
Les championnats du Qatar de cyclisme sur route sont les championnats nationaux de cyclisme sur route organisés par la Fédération du Qatar de cyclisme.

## Hommes

### Podiums de la course en ligne
| Année | Vainqueur           | Deuxième            | Troisième            |
| ----- | ------------------- | ------------------- | -------------------- |
| 2004  | Tareq Esmaeili      | Khaleel Abduljanan  | Rdhwan Al Moraqab    |
| 2006  | Moses Khalfan Saeed | Rdhwan Al Moraqab   | Abdullah Al Jaaidi   |
| 2009  | Tareq Esmaeili      | Moses Khalfan Saeed | Ahmed Elbourdainy    |
| 2018  | Fawaz Al Hichan     | Marwan Al Jalham    | Saeed Al Kuwari      |
| 2019  | Marwan Al Jalham    | Abdoullah Al Khater | Mubarak Alajji       |
| 2020  | Non communiqué      | Non communiqué      | Non communiqué       |
| 2021  | Abdullah Al Jaaidi  | Hamad Afif          | Khaleel Abduljanan   |
| 2022  | Abdullah Al Jaaidi  | Hamad Afif          | Abdelrahaman Jarboua |
| 2023  | Ahmed Elbourdainy   | Bilal Alsaadi       | Abdelrahaman Jarboua |

### Podiums du contre-la-montre
| Année | Vainqueur        | Deuxième            | Troisième           |
| ----- | ---------------- | ------------------- | ------------------- |
| 2019  | Fadhel Al Khater | Fawaz Al Hichan     | Abdoullah Al Khater |
| 2020  | Fadhel Al Khater | Abdoullah Al Khater | Marwan Al Jalham    |
| 2021  | Fadhel Al Khater | Abdullah Al Jaaidi  | Marwan Al Jalham    |
| 2022  | Fadhel Al Khater | Ahmed Elbourdainy   | Abdullah Al Jaaidi  |
| 2023  | Bilal Alsaadi    | Ahmed Elbourdainy   | Ayef Almesallam     |

### Podiums de la course en ligne juniors
| Année | Vainqueur  | Deuxième               | Troisième           |
| ----- | ---------- | ---------------------- | ------------------- |
| 2009  | Hamad Afif | Abdulazziz Abdelrehman | Khalid Al Bourdainy |

### Podiums de la course en ligne débutants
| Année | Vainqueur       | Deuxième       | Troisième           |
| ----- | --------------- | -------------- | ------------------- |
| 2009  | Diego Hoosfeldt | Mohamed Jawdat | Abdelrahman Jarboua |

## Femmes

### Podiums de la course en ligne
| Année | Vainqueur     | Deuxième       | Troisième      |
| ----- | ------------- | -------------- | -------------- |
| 2018  | Tala Abujbara | Julie Melville | Shawna Garrett |